# 小槻祐俊
小槻 祐俊（おづき の すけとし、生年不詳 - 永久2年2月14日（1114年3月22日））は、平安時代後期の貴族。主計頭・小槻孝信の子。官位は従四位上・主税頭。

## 経歴
右少史を経て、白河朝の承暦元年（1077年）父の小槻孝信から譲られて大夫史となる。その後、約25年に亘って大夫史を務める一方で、大炊頭・掃部頭・算博士・主税頭などを兼ね、永保元年（1081年）正五位下に叙せられている。祐俊の頃には官史としての小槻氏の存在感は相当高まっており、承徳2年（1098年）熊野詣のために京を不在にしていた祐俊に代わって、六位史の筆頭である左大史・伴広親が太政官奏の座頭を務めたが、文書の不備などを指摘されるなど酷評されている。
康和5年（1103年）祐俊は堀河天皇の許可を得て、嫡子の忠兼を差し置いて養子の盛仲に大夫史を譲る。この際に通常の手続きとは異なって祐俊は辞表を提出しておらず、これをもって小槻氏による大夫史の世襲の始まりともされる。また、堀河天皇が大夫史の譲任を認めたことについて、以下の理由が想定される。
- 摂関家は承徳3年（1099年）急死した藤原師通のあとを忠実が継いでいたが、若年のため関白に任ぜられず内覧に止め置かれていたことから、堀河天皇が白河院の発言力を抑えながら親政を試みていた時期で、その上に寺社の強訴が本格化し始めるなど政情が不安定であったことから、政権の実務面を安定させようとした。
- 小槻氏の背後にいるであろう摂関家の藤原忠実へ配慮した。
- 白河院側が蔵人弁を通じて太政官を指揮下に置こうとしていたことに対して、天皇側は大夫史との繋がりを深めることで、弁官局内の実務層への影響バランスを保とうとした。

翌長治元年（1104年）祐俊は大夫史の労により従四位下に叙せられ、のち位階は従四位上に至った。またこの頃、近江国の雄琴荘および苗鹿村が小槻氏の氏寺である法光寺領として、小槻氏長者が支配することが決められている。
永久2年（1114年）2月14日卒去。

## 官歴
『官史補任』による。
- 治暦3年（1067年） 3月25日：見右少史[5]
- 承暦元年（1077年） 日付不詳：大夫史[6]
- 承暦2年（1078年） 2月1日：見従五位上行左大史兼備中介[7]
- 永保元年（1081年） 12月5日：正五位下（行事賞）[8]
- 永保3年（1083年） 6月7日：見兼主税権助算博士[9]
- 応徳2年（1085年） 12月16日：見左宮城判官兼主税権助博士安芸権介[10]
- 寛治2年（1088年） 6月23日：見兼伊賀守[11]
- 寛治4年（1090年） 2月26日：見大炊頭[12]
- 嘉保元年（1094年） 7月13日：掃部頭[13]
- 康和元年（1099年） 正月22日：備後介（掃部頭労）[14]
- 康和3年（1101年） 4月：算博士[15]
- 康和5年（1103年） 正月：主税頭[16]。2月30日：播磨権介[14]、辞左大史（譲）[13]
- 長治元年（1104年） 正月29日：従四位下（前大夫史労）[17]
- 時期不詳：従四位上
- 天永2年（1111年） 8月20日：見主税頭[18]
- 永久2年（1114年） 2月14日：卒去

## 系譜
『系図纂要』による。
- 父：小槻孝信
- 母：不詳
- 生母不詳の子女
  - 男子：小槻忠兼（?-1118）
- 養子女
  - 男子：小槻盛仲（?-1122） - 実は三善国信の子